# Тумсой-Лам
Тумсой-Лам (чечен. Тумсойн лам), официально Альпийское, — горная вершина в Аргунском ущелье на границе Шатойского и Итум-Калинского районов Чеченской Республики. В восточной части Большого Кавказа; междуречье рек Мартан и Аргун. Высота над уровнем моря составляет 2072 м., по другим данным 2074 м, 1855 м.. Гора простирается верст на 10 в з.-сев. зап.. Тумсой-Лам (Гора тумсойцев), родовая гора чеченского тайпа тумсой.

## Географическое описание
На противоположной стороне главного ущелья на плато и пологих скатах, спускающихся к северу от хребта Тумсой-лам к востоку — от истоков р. Мартан до Аргуна, протяжённость её по хребту 11 километров. На северо-востоке возвышается над сёлами Борзой, Тумсой, на юге Энисты, Хурикой, Басхой.
Гору упоминает «Кавказский отдел Императорского русского географического общества»:

На противоположной стороне главного ущелья на плато и пологих скатах, спускающихся к северу от хребта Тумсой-лам, разбросаны чеченские аулы Цогуной, Вашендерой, Бардой и друг.; вокруг и между ними леса совсем нет: он давно уже сведен для получения свободных мест под пашни и покосы.

## Этимология
Чеченское название Тумсой-Лам переводится как «гора тумсойцев», тумсой — один из чеченских тайпов.

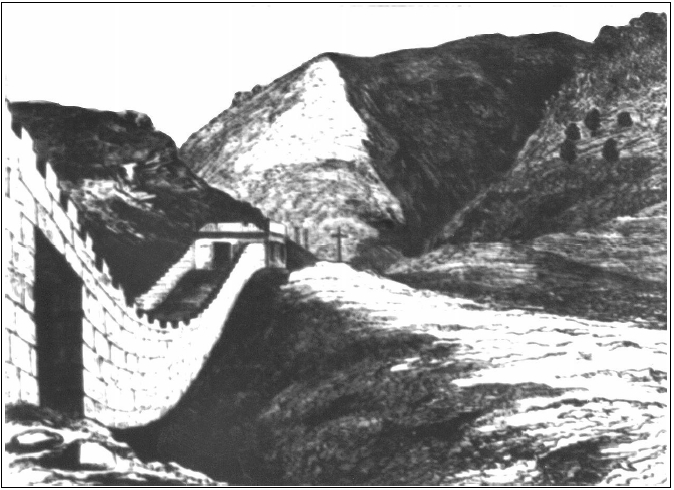
Северный фас Шатоевского укрепления в 1858 г. Фоторепродукция с рисунка неизвестного автора, опубликованного в 1869 г. На дальнем плане, в центре, — восточная оконечность массива Тумсой-Лам, по которому пролегал маршрут Н. К. Зейдлица в аулы Пешхой, Хайбах и на озеро Галанчож.

## История
В 1944 году, после депортации чеченцев и ликвидации Чечено-Ингушской АССР, гора Тумсой-Лам была переименована в гору Альпийское. Фактически данная гора до сих пор известна под названием Тумсой-Лам.
3 августа 1873 года через гору Тумсой-Лам проходил путь российского натуралиста, статистика и этнографа Н. К. Зейдлица. В указателе Пагирева записаны аул Тумсой и гора Тумсой-лам. В известиях Кавказского отдела Императорского Русского географического общества за 1873 год, гора отмечена как Тумсой-лам.
У подножия горы Тумсой-Лам имеется жилая башня. Она высится на крутом берегу речки Тумсой-ахк, занимая естественно укрепленный со всех сторон мыс, образованный течением речки и близлежащими балками. Тумсойская башня имеет высоту около 5 м. Принадлежит она тайпу Тумсой. Была построена, по-видимому, в XVI веке.
На Ватан-Корт — восточный отрог горы Тумсой-Лама имеется Ватан-Кортский могильник. На его вершине (1,5 км) к югу от селения Тумсой над многометровой пропастью к реке Аргуну расположен могильник из каменных ящиков. Могильник разрушается природой и местными жителями. В 1964 году один каменный ящик был вскрыт историками В, Б. Виноградовым и М. X. Ошаевым. По обряду и инвентарю могильник тождествен Борзойскому и датируется, очевидно, также XIII—XV веками и. э. и. возможно, принадлежит тому же племени, что и Борзойский.
По соседству с могильником, а частично и на его территории, прослеживаются остатки поселения «Ватан-Кортское поселение». Жилища его, по-видимому, представляли собой один из излюбленных вариантов горских саклей (с плоской крышей, упирающейся тылом в скалу). Керамические находки дают поздние типы посуды, близкие современным, однако поселение надо датировать, очевидно, более ранним временем (возможно, XVII—XVIII веками), так как осведомленные местные жители не могут сейчас сообщить конкретно время обитания поселения. Обследовалось оно в 1964 году В. Б. Виноградовым и М. X. Ошаевым.
В 2019 году в Чечне прошел Фестиваль под названием «Тумсой — Лам 2019».

### Предание
В предании о Сески Солсе записанном Xалидом Ошаевым упоминается гора Тумсой-Лам:

«Предание о Соски Солсе», записанном X. Ошаевым, тоже фиксирует память об этом герое у чеченцев. И поныне рассказывается в народе, что «на Тумсой-горе, по дороге в Галанчож, есть аул, который называется Пёша. Недалеко от этого аула, на горе Тумсой, есть каменная скала, о которую якобы Соски Солса ударил саблей. Стоит этот камень высотой с дом. Вокруг него нет больше никакого камня, а только трава говорят, будто Соски Солса рассек его, пробуя остроту своего меча. Недалеко от него есть ещё одно место. Там имеется отверстие, подобное яме, куда может вместиться головка сахару. Говорят, что эта яма образована ударом копыта коня Соска Солсы, Эта яма засыпана землей, чтобы в неё не попадала нога человека или животного».

## Галерея

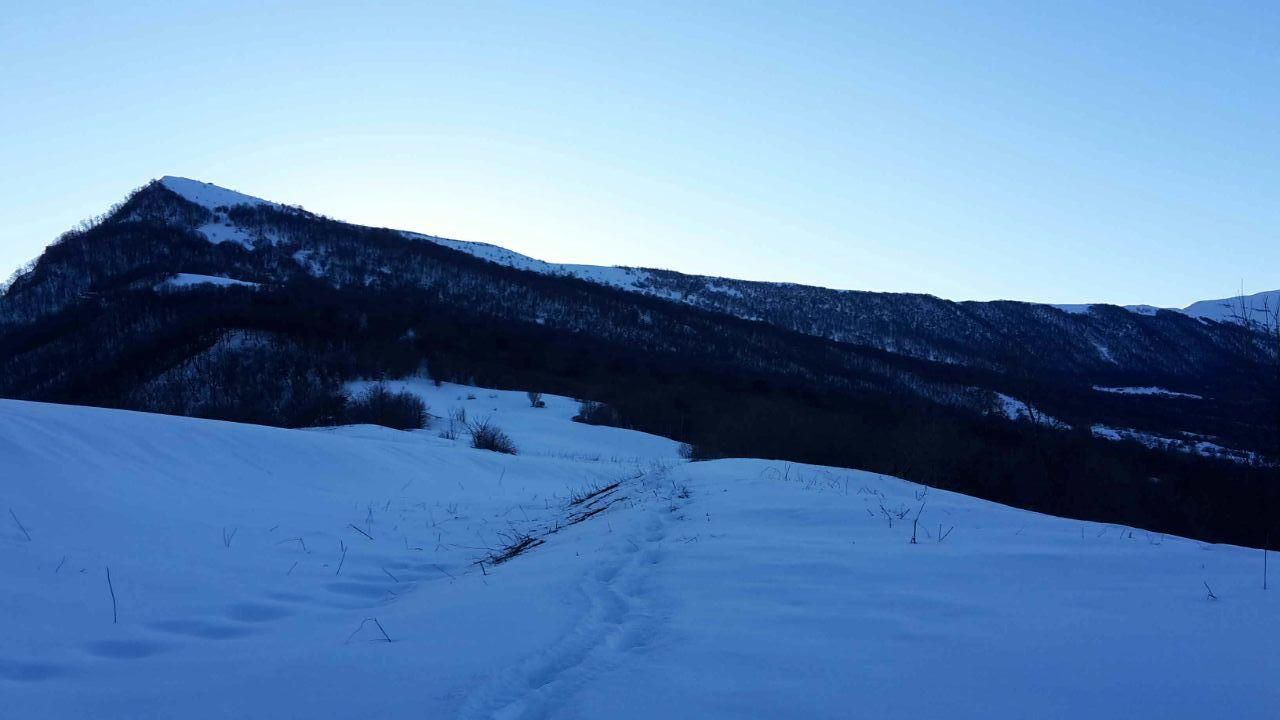
Часть горы Тумсой-Лам зимой
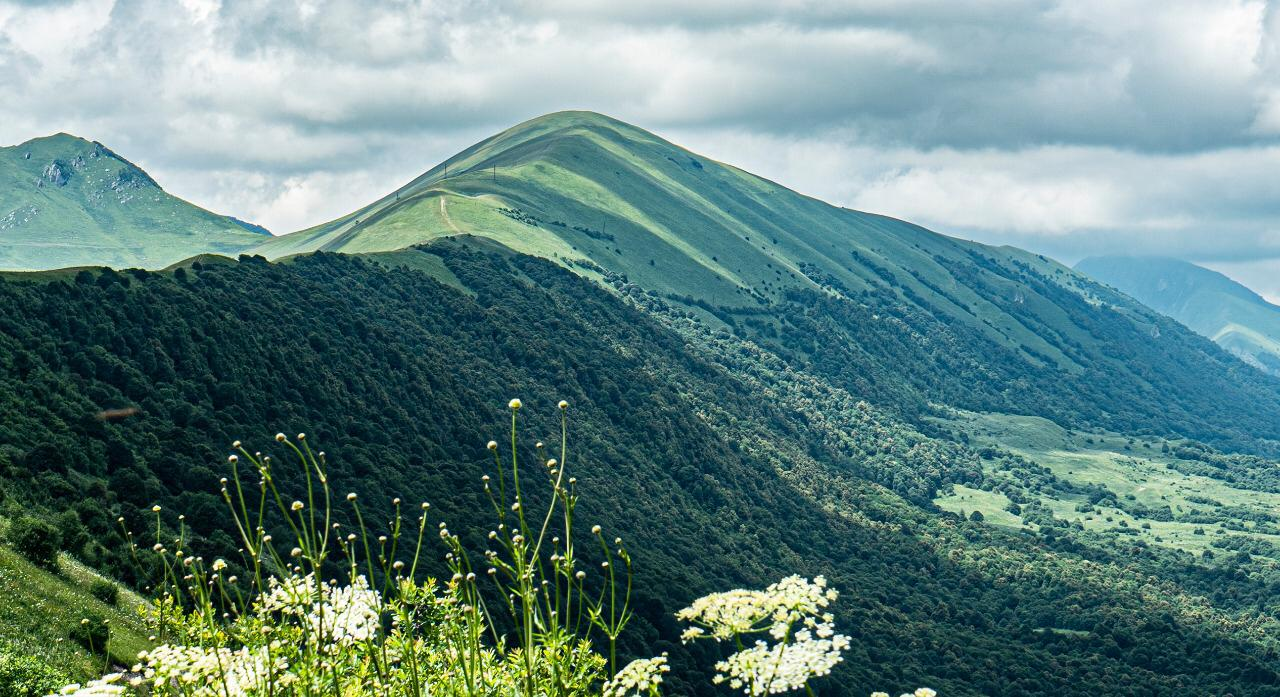
Тумсой-Лам, Гумс таьӀан корт
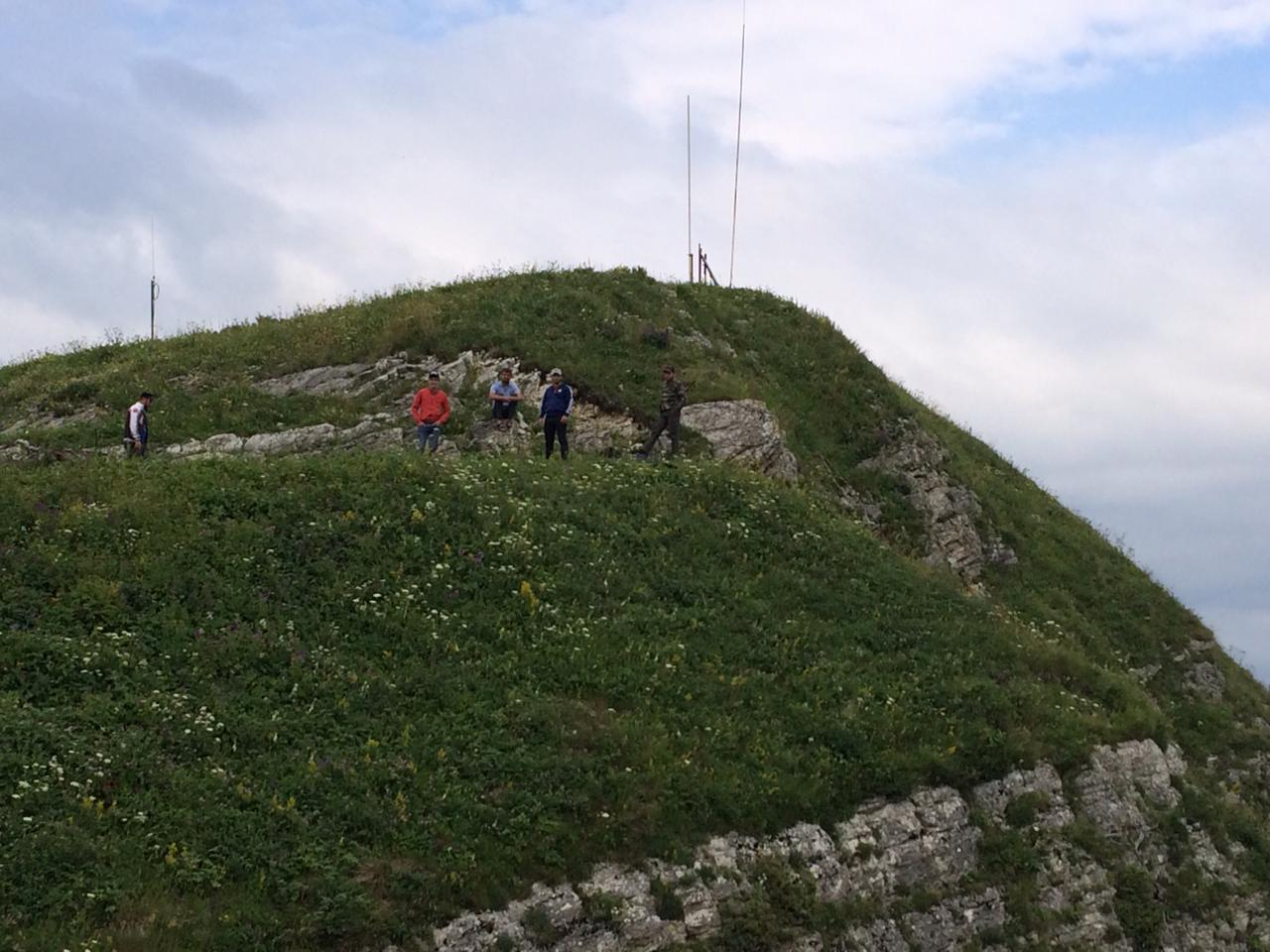
Тумсой-Лам, БӀовс корт